# Università Simón Bolívar
L'Università Simón Bolívar (in spagnolo Universidad Simón Bolívar) o USB, è un'università pubblica di Caracas, con orientamento scientifico e tecnologico.

## Storia

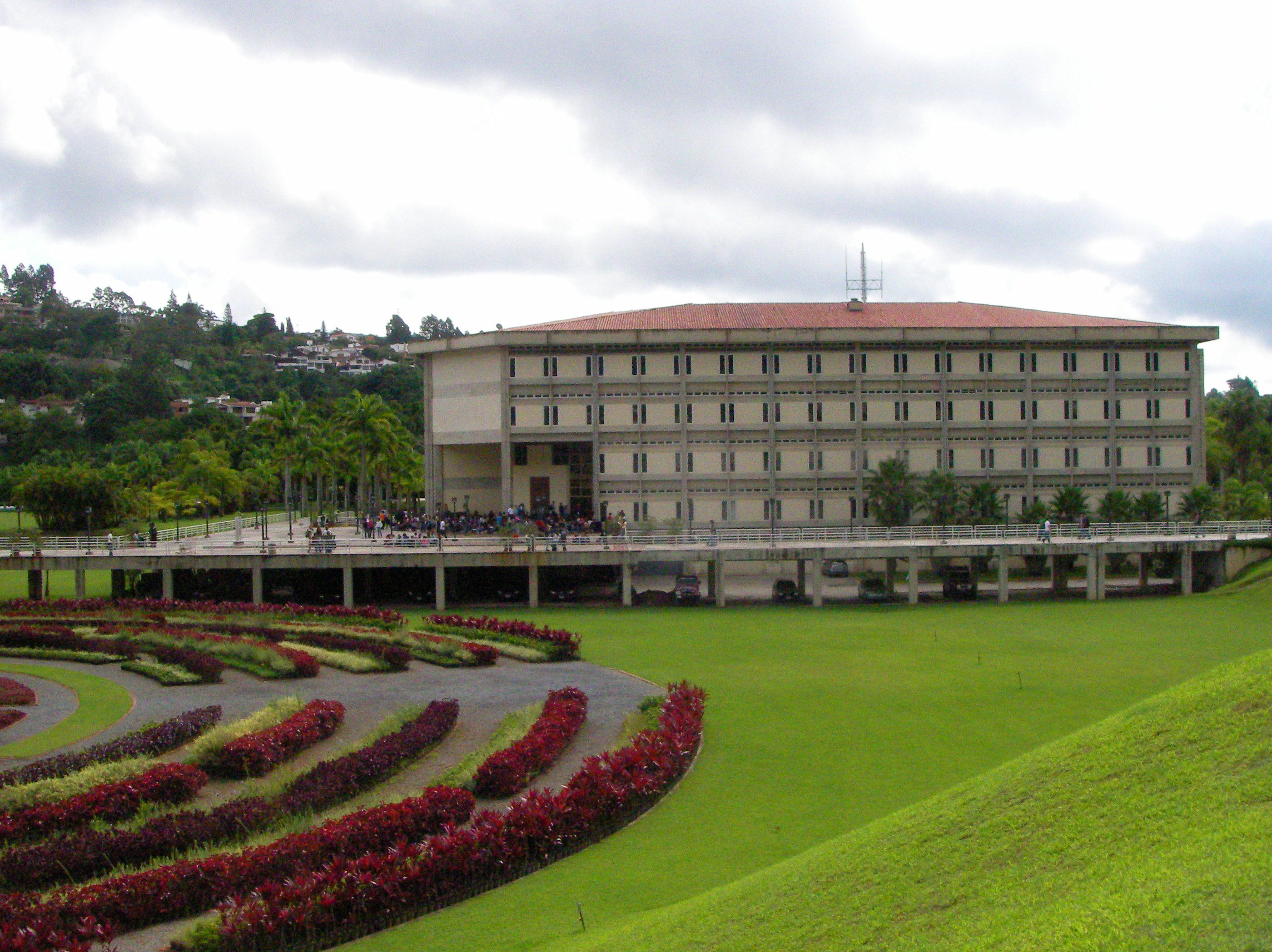
La biblioteca